# Crocanthemum corymbosum
Crocanthemum corymbosum är en solvändeväxtart som först beskrevs av André Michaux, och fick sitt nu gällande namn av Britt.. Crocanthemum corymbosum ingår i släktet Crocanthemum och familjen solvändeväxter. Inga underarter finns listade i Catalogue of Life.

## Bildgalleri

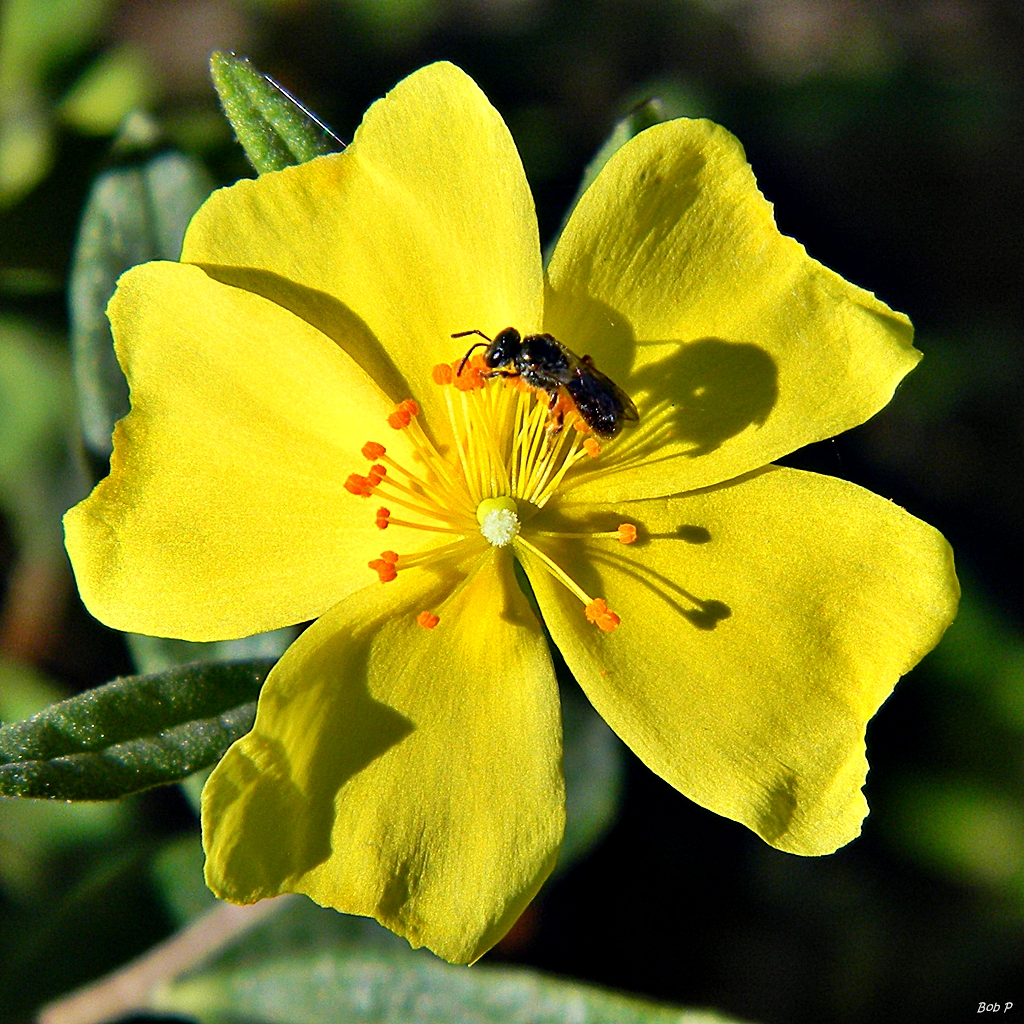
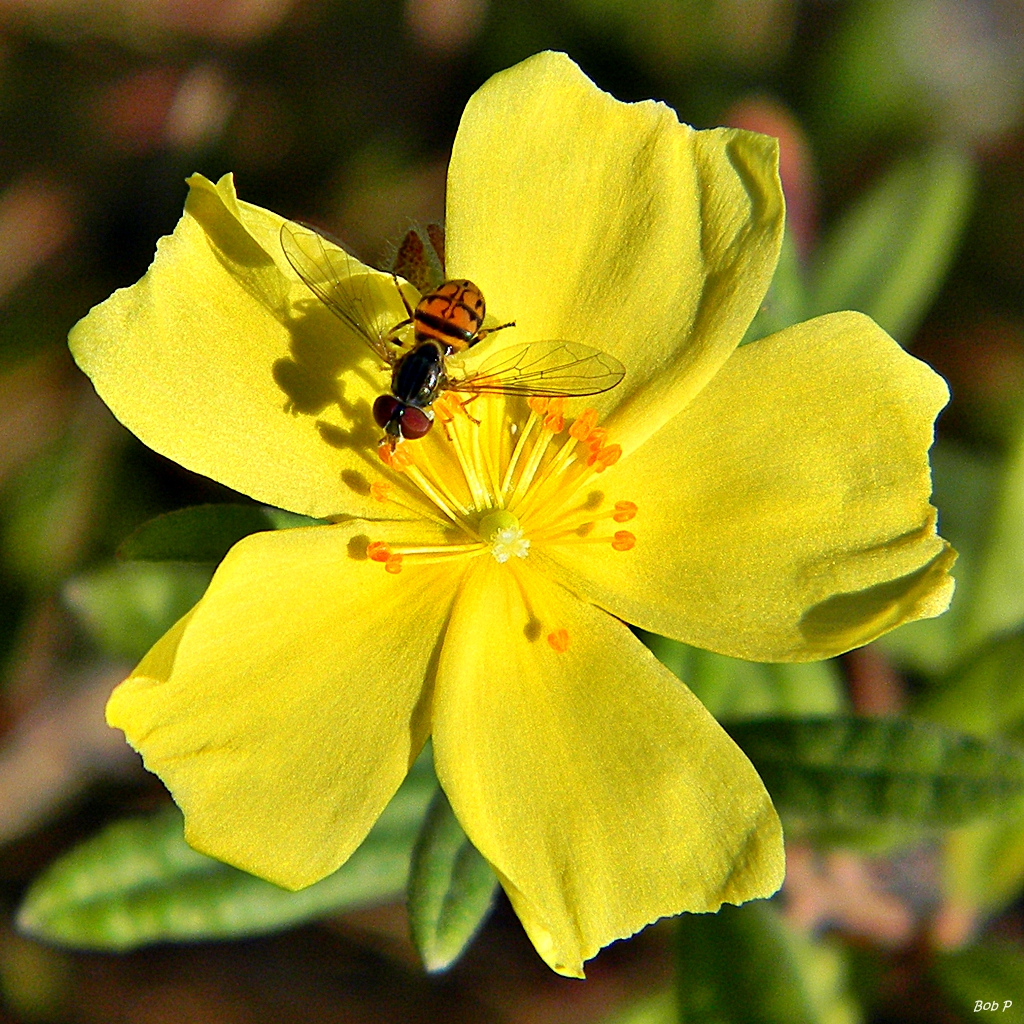
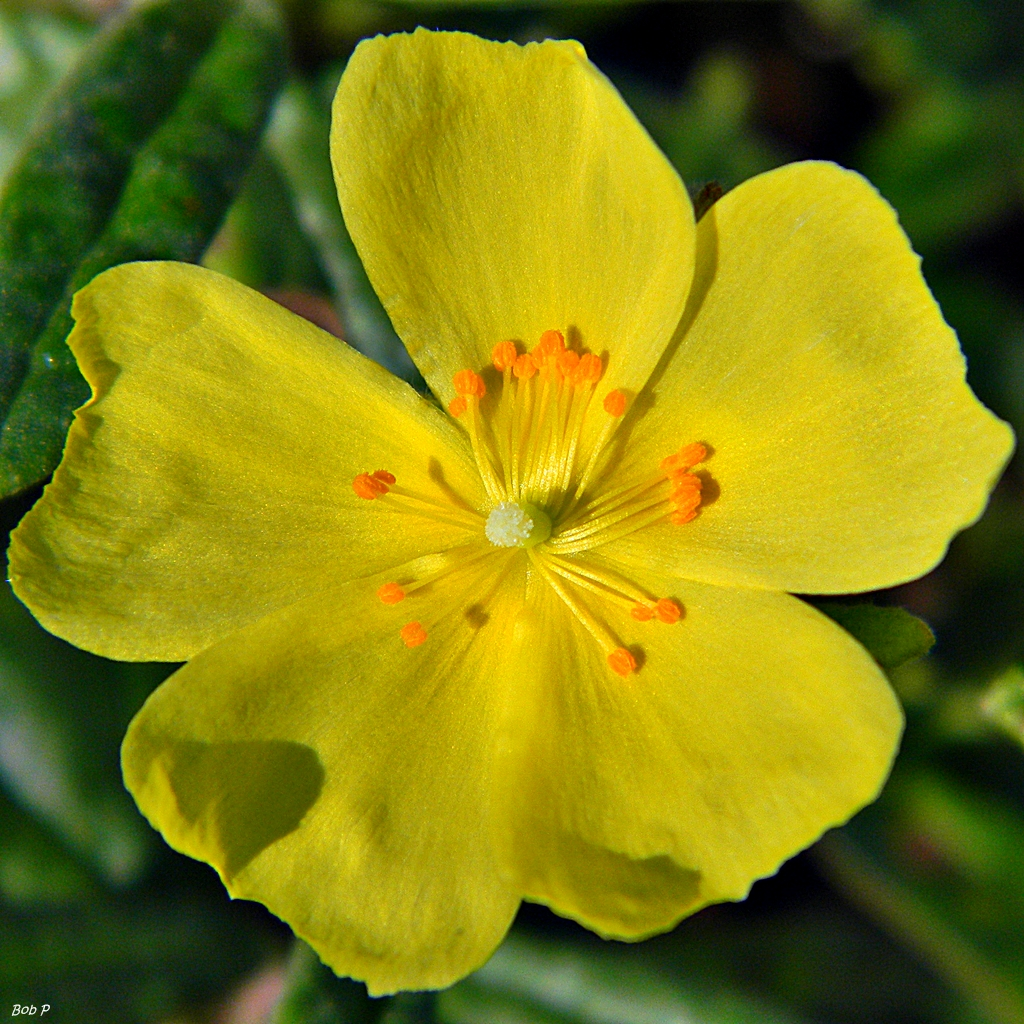
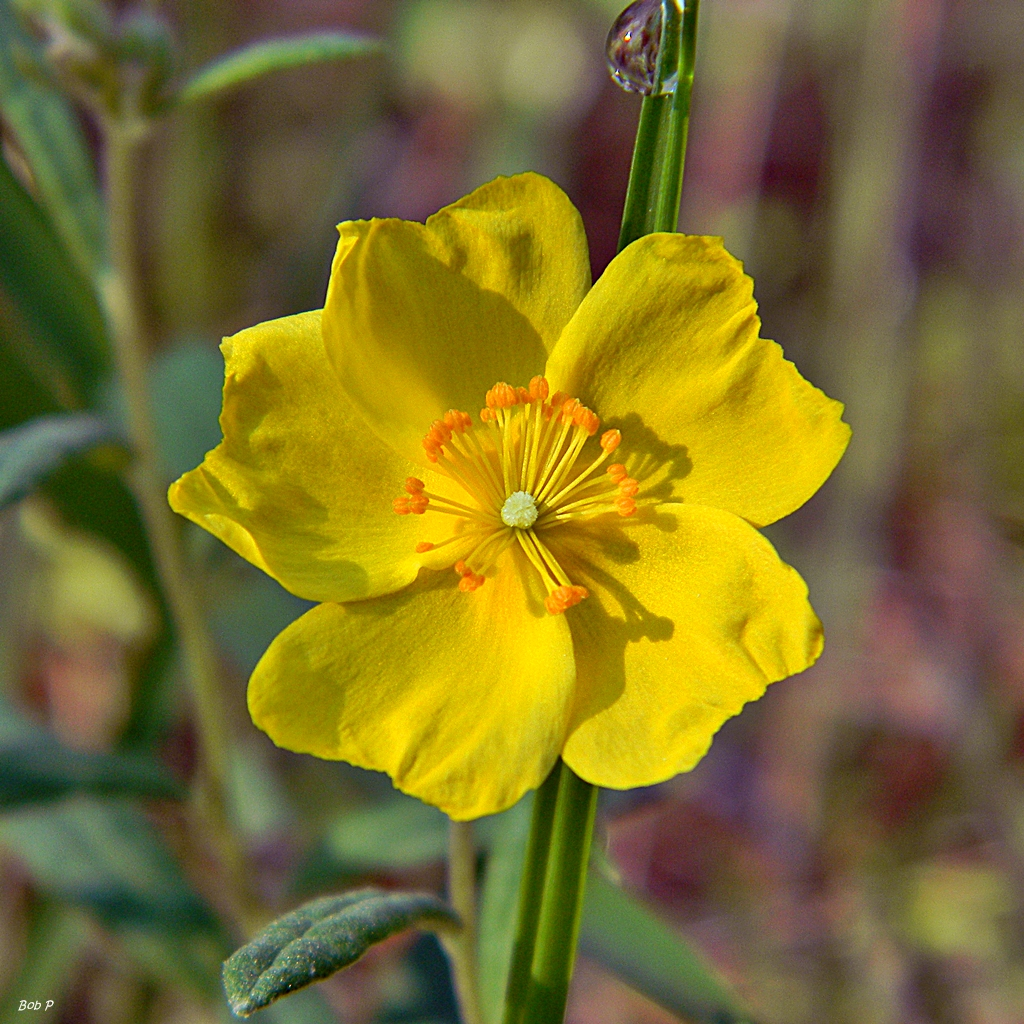
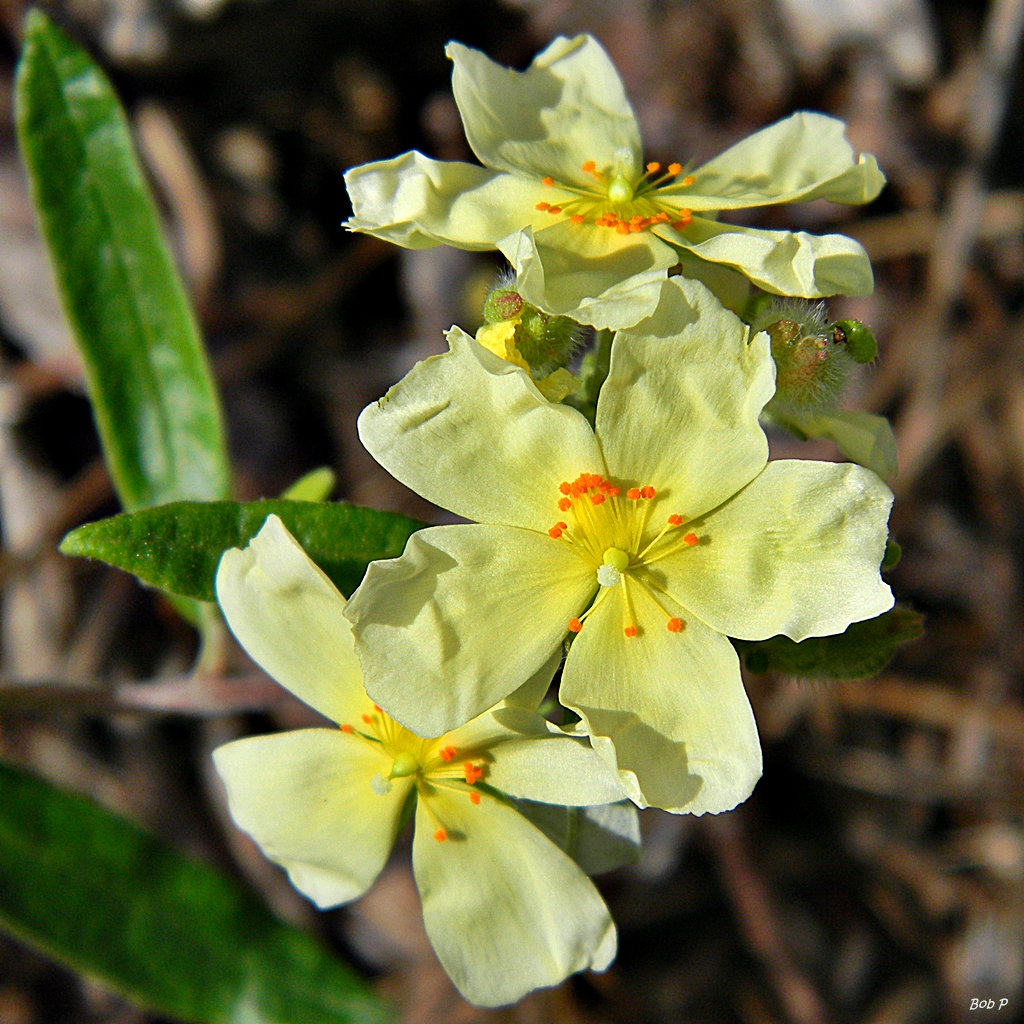
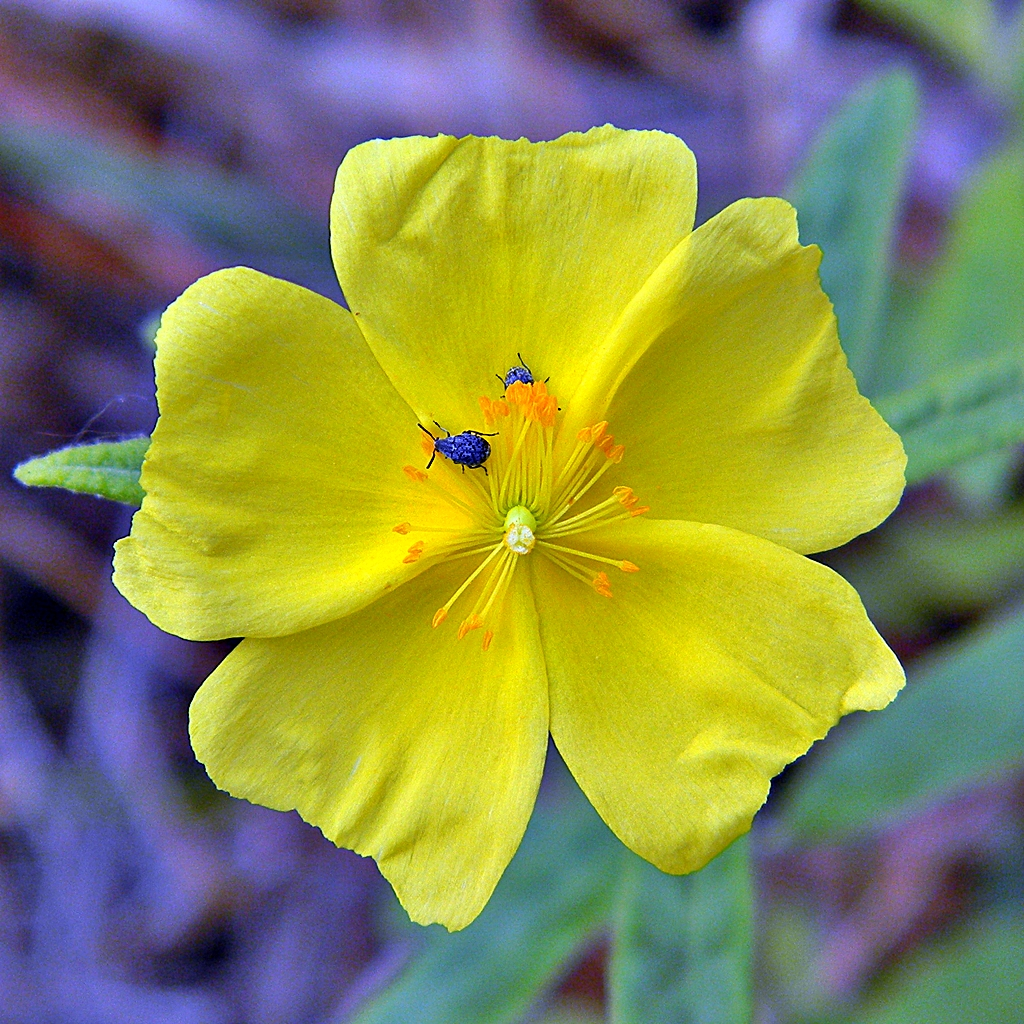